# Casuarinaceae
Casuarinaceae R.Br., 1814 è una famiglia di piante angiosperme eudicotiledoni appartenenti all'ordine Fagales.

## Descrizione
Sono piante sempreverdi che presentano dei rami equisetoidi (cioè simili agli equiseti); i fiori sono piccoli e unisessuali. In tutti e 4 i generi della famiglia è stata osservata la formazione di actinorrize.

## Tassonomia
In precedenza tutte le specie venivano attribuite all'unico genere Casuarina; oggi questo è stato suddiviso in 4 generi:
- Allocasuarina L.A.S.Johnson
- Casuarina L.
- Ceuthostoma L.A.S.Johnson
- Gymnostoma L.A.S.Johnson

Il sistema Cronquist classificava questa famiglia in un ordine a sé, Casuarinales R.Br., 1814, nella sottoclasse Hamamelidae.

## Usi
Alcune specie sono utilizzate per il legno particolarmente duro, altre per la corteccia, ricca di tannini.